# Neoscona bomdilaensis
Neoscona bomdilaensis – gatunek pająka z rodziny krzyżakowatych.
Gatunek ten opisany został po raz pierwszy w 2006 roku przez Bijana Biswasa i Kajala Biswasa. Jako miejsce typowe wskazano okolice Bomdila Circuit House w dystrykcie Tawang w Arunachal Pradesh w Indiach.
Pająk ten osiąga 16 mm długości ciała przy karapaksie długości 6 mm i szerokości 5 mm oraz opistosomie (odwłoku) długości 10,5 mm i szerokości 8 mm. Karapaks jest czarniawobrązowy. Część głowowa jest zwężona i lekko wyniesiona, zaopatrzona w ośmioro oczu. Oczy pary przednio-bocznej leżą znacznie bardziej z tyłu niż przednio-środkowej, a tylno-bocznej nieco bardziej z tyłu niż tylno-środkowej. Oczy par środkowych rozmieszczone są na planie nieco dłuższego niż szerszego, węższego z tyłu trapezu. Mocne szczękoczułki są ciemnobrązowo zabarwione. Szersza niż dłuższa warga dolna jest ciemnobrązowa, a okrągławe szczęki są ciemnobrązowe z rozjaśnionymi krawędziami zewnętrznymi. Sternum jest podługowato-sercowate z szpiczastym tyłem, brązowe. Odnóża również są brązowe z czarniawym obrączkowaniem. Opistosoma jest trójkątnawa, czarniawobrązowa, z wierzchu z czterema kredowobiałymi plamkami i białym nakrapianiem po bokach. Płytka płciowa samicy odznacza się krótkim, szerokim, trójkątnym, nieprzewężonym trzonkiem z parą niewyraźnych płatów bocznych.
Pajęczak orientalny, endemiczny dla Indii, znany tylko ze stanu Arunachal Pradesh.